# Motzenberg
Motzenberg ist ein Ortsteil der Gemeinde Ebersberg im oberbayerischen Landkreis Ebersberg. Der Weiler liegt circa eineinhalb Kilometer nördlich von Ebersberg.

## Baudenkmäler
Siehe: Motzenberg 3